# Socket 5
A Socket 5 a második generációs 75 és 133 MHz között működő Pentium és bizonyos Pentium Overdrive processzorok alá készült a Socket 4 leváltására. A Pentium MMX-eket nem fogadta.
Ez volt az első foglalat, amelynél a tűsorokat átlósan rendezték, így több tűt lehetett elhelyezni, ezt staggered pin grid array-nek (SPGA-nak) nevezik.
Bár a foglalatot az Intel a saját chipei alá tervezte, mégis több gyártó (mint pl az AMD, IDT) is felhasználta a saját 486/Pentium klónjaik alá.
A Socket 5 320 pines ZIF SPGA foglalat volt, mely fogadta a 3.3V magfeszültségű (szabályozható 3.1-től 3.6-ig) és 50, 60 illetve 66 MHz-es FSB-jű Intel Pentium (75-133 MHz), Intel Pentium Overdrive (125-166 MHz) Intel Pentium Overdrive MMX (125-200 MHz), AMD K5 (PR75-PR200), IDT WinChip (180 - 200 MHz), IDT WinChip-2 (200 - 240 MHz) és IDT WinChip-2a (233 MHz) processzorokat.